# Stella d'oro di Fiume
La stella d'oro di Fiume (o stella d'oro fiumana) è un'onorificenza distribuita nel 1920 a commemorazione delle vicende fiumane.
È una distinzione onorifica istituita dal comandante e da lui concessa in dono a legionari, sostenitori della causa, personalità, filantropi, nobildonne e così via.
La stella era concessa in oro oppure in argento dorato. Talvolta la medaglia veniva consegnata con uno scritto su carta intestata, nel quale d'Annunzio testimoniava formalmente la propria gratitudine.

## Insegne
Il nastro è a base gialla con ai bordi destro/sinistro due barre dei colori di Fiume, cremisi e blu. La stella veniva appuntata sul petto.